# Callensburg, Pennsylvania
Callensburg là một thị trấn thuộc quận Clarion, tiểu bang Pennsylvania, Hoa Kỳ. Năm 2010, dân số của thị trấn này là 207 người.